# Stany Zjednoczone na Zimowych Igrzyskach Paraolimpijskich 2014
Amerykańska reprezentacja na Zimowych Igrzyskach Paraolimpijskich 2014 liczy 72 sportowców występujących we wszystkich pięciu rozgrywanych dyscyplinach. 

## Skład reprezentacji

### Biathlon
- Jacob Adicoff
- Omar Bermejo
- Kevin Burton
- Daniel Cnossen
- Travis Dodson
- Sean Halsted
- Oksana Masters
- Augusto Jose Perez
- Aaron Pike
- Andrew Soule
- Jeremy Wagner

### Biegi narciarskie
- Jacob Adicoff
- Monica Bascio
- Omar Bermejo
- Kevin Burton
- Daniel Cnossen
- Travis Dodson
- Sean Halsted
- Oksana Masters
- Tatyana Mcfadden
- John Oman
- Augusto Jose Perez
- Aaron Pike
- Bryan Price
- Beth Requist
- Andrew Soule
- Jeremy Wagner

### Curling na wózkach
- Patrick McDonald
- Dave Palmer
- James Joseph
- Penny Greely
- Meghan Lino

| Słowacja | Korea Południowa | Norwegia | Kanada | Rosja | Finlandia |      | Szwecja | Wielka Brytania |   |   |    |
| 4:6      | 5:9              | 8:5      | 2:7    | 5:6   | 7:6       | 10:2 | 8:3     | 7:8             | 4 | 5 | 5. |

### Hokej na lodzie na siedząco
- Tyler Carron
- Steve Cash
- Taylor Chace
- Declan Farmer
- Nikko Landeros
- Jen Lee
- Taylor Lipsett
- Daniel Mccoy
- Kevin Mckee
- Adam Page
- Joshua Pauls
- Rico Roman
- Brody Roybal
- Paul Schaus
- Greg Shaw
- Joshua Sweeney
- Andy Yohe

### Narciarstwo alpejskie
- Christina Albert
- Lindsay Ball
- Jasmin Bambur
- Mark Bathum
- Tyler Burdick
- Heath Calhoun
- Tyler Carter
- Christopher Devlin-Young
- Heidi Jo Duce
- Keith Gabel
- Ralph Green
- Megan Harmon
- Gerald Hayden
- Joel Hunt
- Stephanie Jallen
- Ian Jansing
- Allison Jones
- Stephen Lawler
- Jonathan Lujan
- Staci Mannella
- Scott Meyer
- Daniel Monzo
- Alana Nichols
- Patrick Parnell
- Amy Purdy
- Nicole Roundy
- Melanie Schwartz
- Michael Shea
- James Stanton
- Laurie Stephens
- Evan Strong
- Danelle Umstead
- Stephani Victor
- Tyler Walker